# Сасівська сільська рада (Компаніївський район)
| Сасівська сільська рада — колишній орган місцевого самоврядування у Компаніївському районі Кіровоградської області з адміністративним центром у с. Сасівка. Сільській раді підпорядковані населені пункти: - с. Сасівка |

## Склад ради
Рада складається з 12 депутатів та голови.

### Керівний склад ради
| ПІБ                          | Основні відомості                                                                  | Дата обрання | Дата звільнення |
| ---------------------------- | ---------------------------------------------------------------------------------- | ------------ | --------------- |
| Сарапін Микола Миколайович   | Сільський голова, 1945 року народження, освіта, член Соціалістичної партії України | 26.03.2006   | 31.10.2010      |
| Лебеденко Наталка Григорівна | Сільський голова, 1978 року народження, освіта середня спеціальна, позапартійна    | 31.10.2010   |                 |

Примітка: таблиця складена за даними джерела

## Населення
Згідно з переписом УРСР 1989 року чисельність наявного населення сільської ради становила 728 осіб, з яких 330 чоловіків та 398 жінок.
За переписом населення України 2001 року в сільській раді мешкали 642 особи.

### Мова
Розподіл населення за рідною мовою за даними перепису 2001 року:
| Мова       | Відсоток |
| ---------- | -------- |
| українська | 96,73 %  |
| російська  | 2,65 %   |
| молдовська | 0,47 %   |
| білоруська | 0,16 %   |